# Breathless (Camel)
Breathless is het zevende muziekalbum van de Britse muziekgroep Camel.
De muziek groep onderging na hun album Rain Dances geen wijziging, alleen Mel Collins werd vast bandlid. Gedurende de opnamen kwam het tot een botsing tussen twee oprichters van de band Andrew Latimer en Peter Bardens. De twee verschilden van mening over de muzikale voortgang van de band. Het album geeft dan ook een mix van stijlen. Rock, pop, progressieve rock en jazzrock komen voorbij. Toen het album eenmaal af was en men op tournee wilde, kwam het op 30 juli 1978 tot een definitieve breuk tussen Latimer en Bardens; de verschillen waren te groot geworden. Camel speelde weer leentjebuur bij Caravan en ging op tournee met Dave Sinclair en Jan Schelhaas.
Zowel Sinclair als Schelhaas worden genoemd als zijnde dat de meespelen op het album, doch daarvan is op het album niets terug te vinden. Volgens de site van Camel speelde Sinclair wel mee op You Make Me Smile en Rainbow's End. Schelhaas wordt daarbij niet genoemd.

## Musici
- Andrew Latimer: gitaar, Yamaha CS80/50, zang
- Peter Bardens: keyboards, orgel, zang
- Mel Collins: dwarsfluit, saxofoon
- Richard Sinclair: basgitaar, zang
- Andy Ward: slagwerk

## Composities
1. "Breathless" - (Latimer,Bardens, Ward) - 4:19
2. "Echoes" - (Latimer, Bardens, Ward) - 7:18
3. "Wing and a Prayer" - (Latimer, Bardens) - 4:45
4. "Down on the Farm" - (Richard Sinclair) - 4:24
5. "Starlight Ride" - (Latimer, Bardens) - 3:25
6. "Summer Lightning" - (Latimer, Sinclair) - 6:09
7. "You Make Me Smile" - (Latimer, Bardens) - 4:17
8. "The Sleeper" - (Latimer, Bardens, Ward, Collins) - 7:06
9. "Rainbow's End" - (Latimer, Bardens) - 3:00
10. "Rainbow's End" - singleversie op Esoteric Recordings-versie (2009)

## Opmerking
- Down on the Farm lijkt geen Camelsong; de stempel van Richard Sinclair op dit nummer is zo groot dat het een onvervalste Caravan-klank heeft;
- Echoes zou later de titel worden van een verzamelalbum van Camel
- de onmin tussen Latimer en Bardens zou later wel wat minder worden, de breuk was blijvend.